# Verlaine-sur-Ourthe
Verlaine-sur-Ourthe is een dorp in de Belgische gemeente Durbuy in de regio Wallonië in de provincie Luxemburg. Voor de fusie van Belgische gemeenten was het een onderdeel van de gemeente Tohogne.

## Ligging

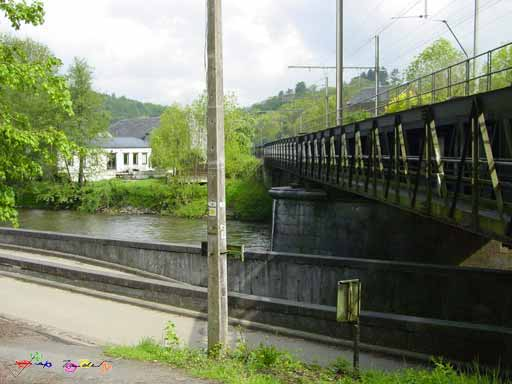
De spoorbrug (met looprand) over de Ourthe tussen Verlaine-sur-Ourthe en Sy.

Het dorp ligt halverwege tussen Hamoir en Tohogne, op de westelijke oever van de Ourthe en ten zuiden van de beek Nanchenioule. Het dorp Sy, op de andere oever van de Ourthe, ligt op ongeveer 1 kilometer afstand. De spoorbrug bij Sy heeft een looprand waarmee voetgangers over kunnen steken.

## Omschrijving

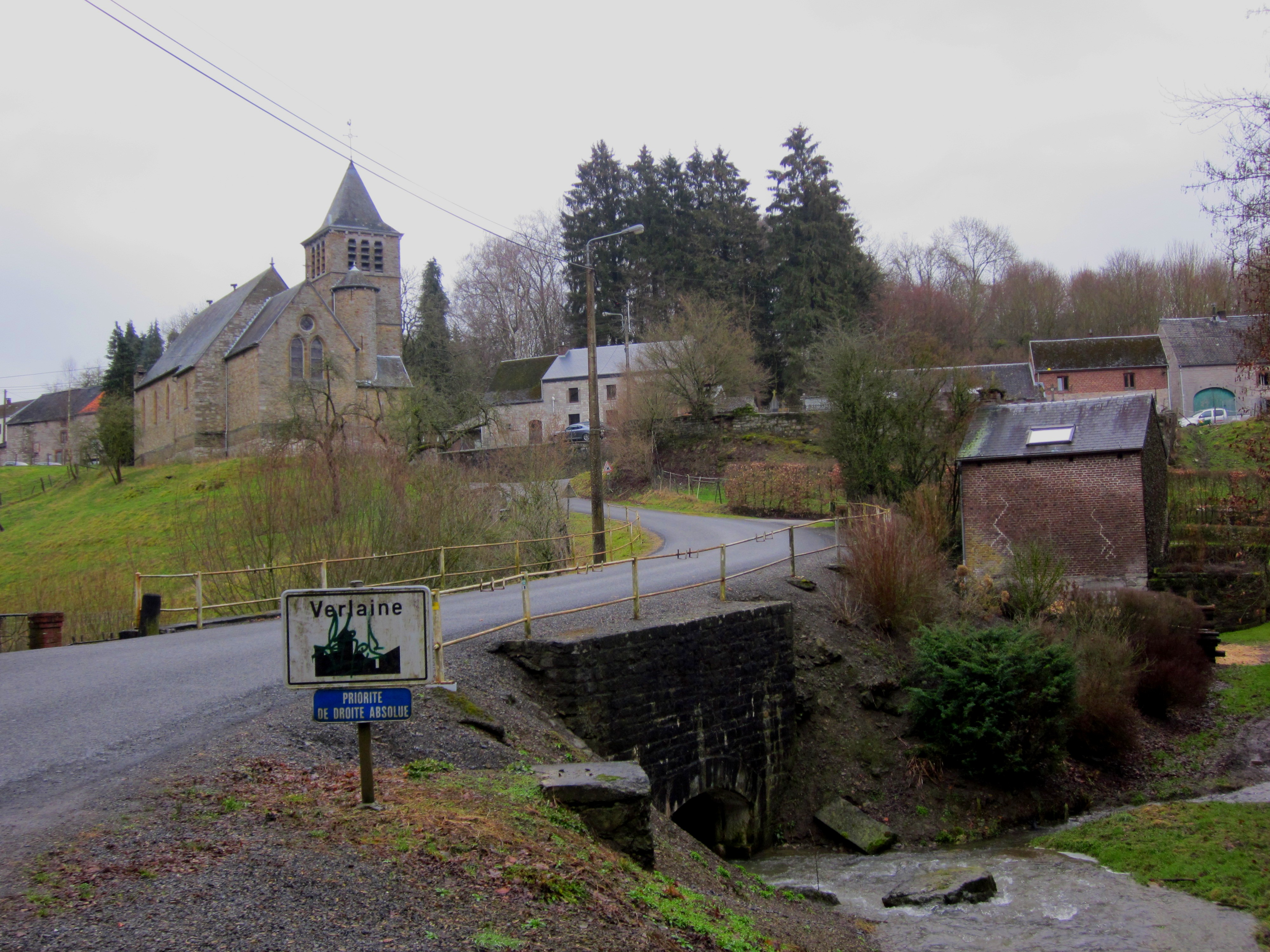
De kerk en de beek Nanchenioule.

De steile straten van het dorp vormen een cirkel, met op het laagste punt een kerk uit 1901 en een begraafplaats. Er zijn verschillende kapellen in Verlaine-sur-Ourthe. Op het Vendôme plein bevinden zich drie gebouwen: een kasteel uit de 17e eeuw, een hoeve uit 1772 en een kapel uit 1785.

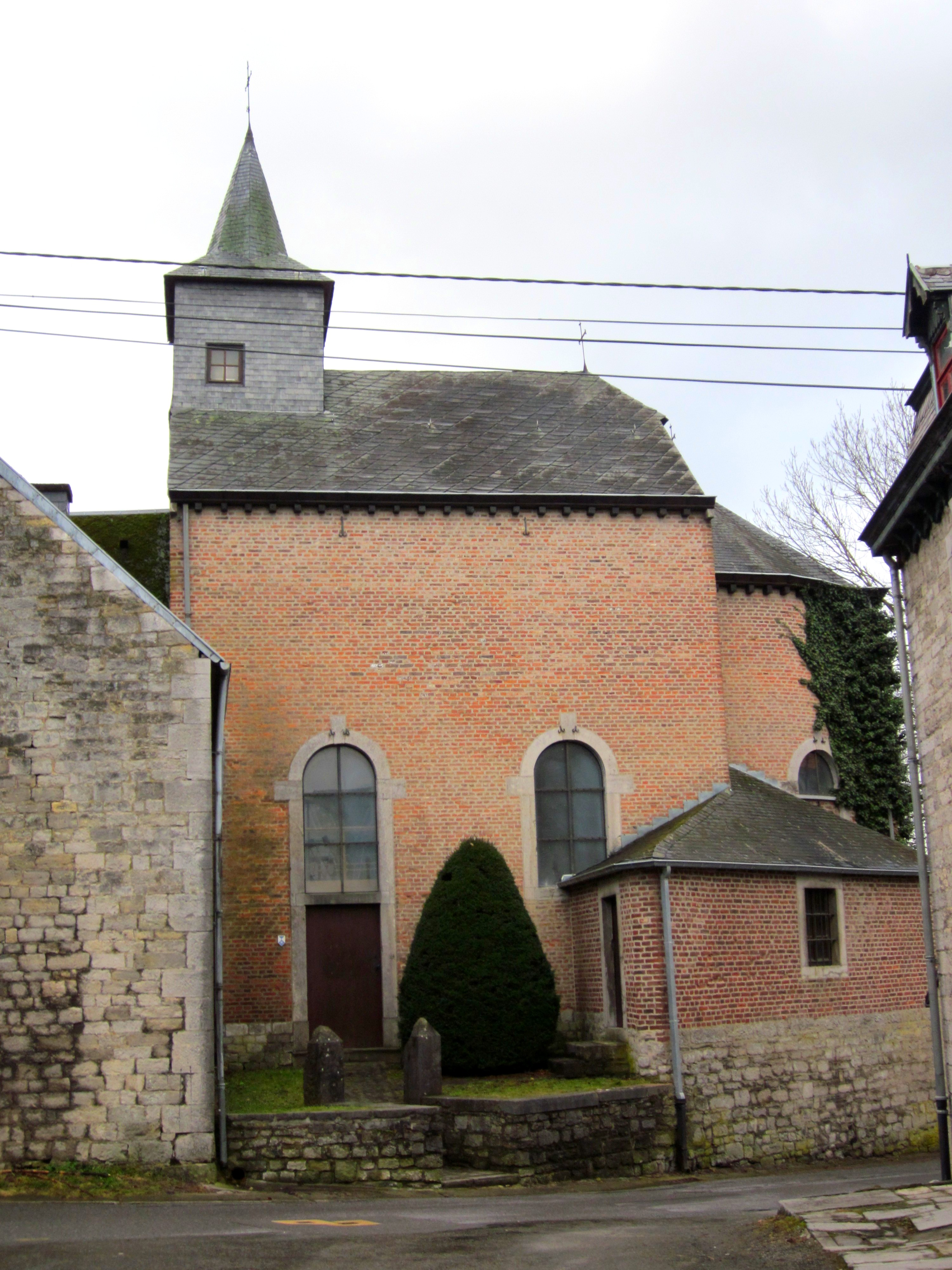
De Sint-Remaclus kapel.

Deelgemeenten: Barvaux · Bende · Bomal · Borlon · Durbuy · Grandhan · Heyd · Izier · Septon · Tohogne · Villers-Sainte-Gertrude · Wéris

Overige plaatsen: Aisne · Bohon · Grande Enneille· Herbet · Hermanne · Houmart · Juzaine · Longueville · Morville · Oneux · Oppagne · Ozo · Palenge · Pas-Bayard · Petite Enneille · Petite-Somme · Petithan · Rome · Verlaine-sur-Ourthe · Warre

Belgische gemeenten · Arrondissement Marche-en-Famenne · Luxemburg · Wallonië